# أبو الخازن (جزين)
أبو الخازن (بالفارسية: ابوالخازن) هي مستوطنة تقع في إيران في قسم جزين الريفي. يقدر عدد سكانها بـ 258 نسمة بحسب إحصاء 2016.